# National Invitation Tournament 2014
El National Invitation Tournament 2014 fue la septuagésimo séptima edición del National Invitation Tournament. La disputaron 32 equipos, seleccionados entre los que no participaron el Torneo de la NCAA de 2014. La selección de los participantes se hizo con base en múltiples parámetros, tales como los enfrentamientos directos, los resultados de los diez últimos partidos, y las quinielas de favoritos. En la primera ronda, la segunda y los cuartos de final, los partidos se disputaron en el pabellón del equipo mejor preseleccionado, disputándose las semifinales y final como es tradición en el Madison Square Garden de Nueva York. El ganador fue la Universidad de Minnesota, que conseguía su segundo título título en esta competición, tras el logrado en 1993 y después de lograr también el de 1998, pero que fue posteriormente declarado vacante.

## Equipos seleccionados
| Rank. | Universidad   | Conferencia | Record | Tipo de invitación |
| ----- | ------------- | ----------- | ------ | ------------------ |
| 1     | SMU           | American    | 23–9   | General            |
| 2     | California    | Pac-12      | 19–13  | General            |
| 3     | Arkansas      | SEC         | 21–11  | General            |
| 4     | San Francisco | West Coast  | 21–11  | General            |
| 5     | LSU           | SEC         | 19–13  | General            |
| 6     | Indiana State | MVC         | 23–10  | General            |
| 7     | Utah Valley   | WAC         | 20–11  | Automática         |
| 8     | UC Irvine     | Big West    | 23–11  | Automática         |

| Rank. | Universidad       | Conferencia | Record | Tipo de invitación |
| ----- | ----------------- | ----------- | ------ | ------------------ |
| 1     | St. John's        | Big East    | 20–12  | General            |
| 2     | Illinois          | Big Ten     | 19–14  | General            |
| 3     | Clemson           | ACC         | 20–12  | General            |
| 4     | Green Bay         | Horizon     | 24–6   | Automática         |
| 5     | Belmont           | Ohio Valley | 24–9   | Automática         |
| 6     | Georgia State     | Sun Belt    | 25–8   | Automática         |
| 7     | Boston University | Patriot     | 24–10  | Automática         |
| 8     | Robert Morris     | Northeast   | 21–13  | Automática         |

| Rank. | Universidad        | Conferencia  | Record | Tipo de invitación |
| ----- | ------------------ | ------------ | ------ | ------------------ |
| 1     | Florida State      | ACC          | 19–13  | General            |
| 2     | Georgia            | SEC          | 19–13  | General            |
| 3     | Louisiana Tech     | C-USA        | 27–7   | Automática         |
| 4     | Georgetown         | Big East     | 17–14  | General            |
| 5     | West Virginia      | Big 12       | 17–15  | General            |
| 6     | Iona               | MAAC         | 22–10  | Automática         |
| 7     | Vermont            | America East | 22–10  | Automática         |
| 8     | Florida Gulf Coast | Atlantic Sun | 22–12  | Automática         |

| Rank. | Universidad   | Conferencia | Record | Tipo de invitación |
| ----- | ------------- | ----------- | ------ | ------------------ |
| 1     | Minnesota     | Big Ten     | 20–13  | General            |
| 2     | Missouri      | SEC         | 22–11  | General            |
| 3     | Southern Miss | C-USA       | 27–6   | General            |
| 4     | Saint Mary's  | West Coast  | 22–11  | General            |
| 5     | Utah          | Pac-12      | 21–11  | General            |
| 6     | Toledo        | MAC         | 27–6   | General            |
| 7     | Davidson      | Southern    | 20–12  | Automática         |
| 8     | High Point    | Big South   | 16–14  | Automática         |

### Clasificación automática
Los siguientes equipos ganaron el título de la temporada regular de sus respectivas conferencias, pero no consiguieron ganar los torneos de postemporada, por lo que no fueron invitados automáticamente para el Torneo de la NCAA. Al no recibir tampoco invitaciones por el formato general, fueron automáticamente clasificados para el NIT 2013.
| Conferencia  | Universidad        | Récord |
| ------------ | ------------------ | ------ |
| America East | Vermont            | 22–10  |
| Atlantic Sun | Florida Gulf Coast | 22–12  |
| Big South    | High Point         | 16–14  |
| Big West     | UC Irvine          | 23–11  |
| C-USA        | Louisiana Tech     | 27–7   |
| Horizon      | Green Bay          | 24–6   |
| MAAC         | Iona               | 22–10  |
| Northeast    | Robert Morris      | 21–13  |
| Ohio Valley  | Belmont            | 24–9   |
| Patriot      | Boston University  | 24–10  |
| Southern     | Davidson           | 20–12  |
| Sun Belt     | Georgia State      | 25–8   |
| WAC          | Utah Valley        | 20–11  |

## Fase final
Cuadro final de resultados.
|  | 1ª ronda 18-19 de marzo | 1ª ronda 18-19 de marzo | 1ª ronda 18-19 de marzo |            |    | 2ª ronda 24 de marzo | 2ª ronda 24 de marzo | 2ª ronda 24 de marzo |  |   | Cuartos de final 26 de marzo | Cuartos de final 26 de marzo | Cuartos de final 26 de marzo |  |
|  |                         |                         |                         |            |    |                      |                      |                      |  |   |                              |                              |                              |  |
|  |                         |                         |                         |            |    |                      |                      |                      |  |   |                              |                              |                              |  |
|  | 1                       | SMU                     | 68                      |            |    |                      |                      |                      |  |   |                              |                              |                              |  |
|  | 1                       | SMU                     | 68                      |            |    |                      |                      |                      |  |   |                              |                              |                              |  |
|  | 8                       | UC Irvine               | 54                      |            |    |                      |                      |                      |  |   |                              |                              |                              |  |
|  | 8                       | UC Irvine               | 54                      |            | 1  | SMU                  | 80                   |                      |  |   |                              |                              |                              |  |
|  |                         |                         |                         |            | 1  | SMU                  | 80                   |                      |  |   |                              |                              |                              |  |
|  |                         |                         | 5                       | LSU        | 67 |                      |                      |                      |  |   |                              |                              |                              |  |
|  | 4                       | San Francisco           | 5                       | LSU        | 67 | 63                   |                      |                      |  |   |                              |                              |                              |  |
|  | 4                       | San Francisco           |                         |            |    |                      |                      |                      |  |   |                              |                              |                              |  |
|  | 5                       | LSU                     | 71                      |            |    |                      |                      |                      |  |   |                              |                              |                              |  |
|  | 5                       | LSU                     | 71                      |            |    |                      |                      |                      |  | 1 | SMU                          | 67                           |                              |  |
|  |                         |                         |                         |            |    |                      |                      |                      |  | 1 | SMU                          | 67                           |                              |  |
|  |                         |                         | 2                       | California | 65 |                      |                      |                      |  |   |                              |                              |                              |  |
|  | 2                       | California              | 2                       | California | 65 | 77                   |                      |                      |  |   |                              |                              |                              |  |
|  | 2                       | California              |                         |            |    |                      |                      |                      |  |   |                              |                              |                              |  |
|  | 7                       | Utah Valley             | 64                      |            |    |                      |                      |                      |  |   |                              |                              |                              |  |
|  | 7                       | Utah Valley             | 64                      |            | 2  | California           | 75                   |                      |  |   |                              |                              |                              |  |
|  |                         |                         |                         |            | 2  | California           | 75                   |                      |  |   |                              |                              |                              |  |
|  |                         |                         | 3                       | Arkansas   | 64 |                      |                      |                      |  |   |                              |                              |                              |  |
|  | 3                       | Arkansas                | 3                       | Arkansas   | 64 | 91                   |                      |                      |  |   |                              |                              |                              |  |
|  | 3                       | Arkansas                |                         |            |    |                      |                      |                      |  |   |                              |                              |                              |  |
|  | 6                       | Indiana State           | 71                      |            |    |                      |                      |                      |  |   |                              |                              |                              |  |
|  | 6                       | Indiana State           | 71                      |            |    |                      |                      |                      |  |   |                              |                              |                              |  |
|  |                         |                         |                         |            |    |                      |                      |                      |  |   |                              |                              |                              |  |

|  | 1ª ronda 18-19 de marzo | 1ª ronda 18-19 de marzo | 1ª ronda 18-19 de marzo |         |    | 2ª ronda 21-23 de marzo | 2ª ronda 21-23 de marzo | 2ª ronda 21-23 de marzo |  |   | Cuartos de final 25 de marzo | Cuartos de final 25 de marzo | Cuartos de final 25 de marzo |  |
|  |                         |                         |                         |         |    |                         |                         |                         |  |   |                              |                              |                              |  |
|  |                         |                         |                         |         |    |                         |                         |                         |  |   |                              |                              |                              |  |
|  | 1                       | St. John's              | 78                      |         |    |                         |                         |                         |  |   |                              |                              |                              |  |
|  | 1                       | St. John's              | 78                      |         |    |                         |                         |                         |  |   |                              |                              |                              |  |
|  | 8                       | Robert Morris           | 89                      |         |    |                         |                         |                         |  |   |                              |                              |                              |  |
|  | 8                       | Robert Morris           | 89                      |         | 8  | Robert Morris           | 71                      |                         |  |   |                              |                              |                              |  |
|  |                         |                         |                         |         | 8  | Robert Morris           | 71                      |                         |  |   |                              |                              |                              |  |
|  |                         |                         | 5                       | Belmont | 82 |                         |                         |                         |  |   |                              |                              |                              |  |
|  | 4                       | Green Bay               | 5                       | Belmont | 82 | 65                      |                         |                         |  |   |                              |                              |                              |  |
|  | 4                       | Green Bay               |                         |         |    |                         |                         |                         |  |   |                              |                              |                              |  |
|  | 5                       | Belmont                 | 80                      |         |    |                         |                         |                         |  |   |                              |                              |                              |  |
|  | 5                       | Belmont                 | 80                      |         |    |                         |                         |                         |  | 5 | Belmont                      | 68                           |                              |  |
|  |                         |                         |                         |         |    |                         |                         |                         |  | 5 | Belmont                      | 68                           |                              |  |
|  |                         |                         | 3                       | Clemson | 73 |                         |                         |                         |  |   |                              |                              |                              |  |
|  | 2                       | Illinois                | 3                       | Clemson | 73 | 66                      |                         |                         |  |   |                              |                              |                              |  |
|  | 2                       | Illinois                |                         |         |    |                         |                         |                         |  |   |                              |                              |                              |  |
|  | 7                       | Boston University       | 62                      |         |    |                         |                         |                         |  |   |                              |                              |                              |  |
|  | 7                       | Boston University       | 62                      |         | 2  | Illinois                | 49                      |                         |  |   |                              |                              |                              |  |
|  |                         |                         |                         |         | 2  | Illinois                | 49                      |                         |  |   |                              |                              |                              |  |
|  |                         |                         | 3                       | Clemson | 50 |                         |                         |                         |  |   |                              |                              |                              |  |
|  | 3                       | Clemson                 | 3                       | Clemson | 50 | 78                      |                         |                         |  |   |                              |                              |                              |  |
|  | 3                       | Clemson                 |                         |         |    |                         |                         |                         |  |   |                              |                              |                              |  |
|  | 6                       | Georgia State           | 66                      |         |    |                         |                         |                         |  |   |                              |                              |                              |  |
|  | 6                       | Georgia State           | 66                      |         |    |                         |                         |                         |  |   |                              |                              |                              |  |
|  |                         |                         |                         |         |    |                         |                         |                         |  |   |                              |                              |                              |  |

*#2 Illinois en casa de #7 Boston University y de #3 Clemson debido a reformas en el State Farm Center.
|  | 1ª ronda 18-19 de marzo | 1ª ronda 18-19 de marzo | 1ª ronda 18-19 de marzo |               |    | 2ª ronda 23 de marzo | 2ª ronda 23 de marzo | 2ª ronda 23 de marzo |  |   | Cuartos de final 25 de marzo | Cuartos de final 25 de marzo | Cuartos de final 25 de marzo |  |
|  |                         |                         |                         |               |    |                      |                      |                      |  |   |                              |                              |                              |  |
|  |                         |                         |                         |               |    |                      |                      |                      |  |   |                              |                              |                              |  |
|  | 1                       | Minnesota               | 88                      |               |    |                      |                      |                      |  |   |                              |                              |                              |  |
|  | 1                       | Minnesota               | 88                      |               |    |                      |                      |                      |  |   |                              |                              |                              |  |
|  | 8                       | High Point              | 81                      |               |    |                      |                      |                      |  |   |                              |                              |                              |  |
|  | 8                       | High Point              | 81                      |               | 1  | Minnesota            | 63                   |                      |  |   |                              |                              |                              |  |
|  |                         |                         |                         |               | 1  | Minnesota            | 63                   |                      |  |   |                              |                              |                              |  |
|  |                         |                         | 4                       | Saint Mary's  | 55 |                      |                      |                      |  |   |                              |                              |                              |  |
|  | 4                       | Saint Mary's            | 4                       | Saint Mary's  | 55 | 70                   |                      |                      |  |   |                              |                              |                              |  |
|  | 4                       | Saint Mary's            |                         |               |    |                      |                      |                      |  |   |                              |                              |                              |  |
|  | 5                       | Utah                    | 58                      |               |    |                      |                      |                      |  |   |                              |                              |                              |  |
|  | 5                       | Utah                    | 58                      |               |    |                      |                      |                      |  | 1 | Minnesota                    | 81                           |                              |  |
|  |                         |                         |                         |               |    |                      |                      |                      |  | 1 | Minnesota                    | 81                           |                              |  |
|  |                         |                         | 3                       | Southern Miss | 73 |                      |                      |                      |  |   |                              |                              |                              |  |
|  | 2                       | Missouri                | 3                       | Southern Miss | 73 | 85                   |                      |                      |  |   |                              |                              |                              |  |
|  | 2                       | Missouri                |                         |               |    |                      |                      |                      |  |   |                              |                              |                              |  |
|  | 7                       | Davidson                | 77                      |               |    |                      |                      |                      |  |   |                              |                              |                              |  |
|  | 7                       | Davidson                | 77                      |               | 2  | Missouri             | 63                   |                      |  |   |                              |                              |                              |  |
|  |                         |                         |                         |               | 2  | Missouri             | 63                   |                      |  |   |                              |                              |                              |  |
|  |                         |                         | 3                       | Southern Miss | 71 |                      |                      |                      |  |   |                              |                              |                              |  |
|  | 3                       | Southern Miss           | 3                       | Southern Miss | 71 | 66                   |                      |                      |  |   |                              |                              |                              |  |
|  | 3                       | Southern Miss           |                         |               |    |                      |                      |                      |  |   |                              |                              |                              |  |
|  | 6                       | Toledo                  | 59                      |               |    |                      |                      |                      |  |   |                              |                              |                              |  |
|  | 6                       | Toledo                  | 59                      |               |    |                      |                      |                      |  |   |                              |                              |                              |  |
|  |                         |                         |                         |               |    |                      |                      |                      |  |   |                              |                              |                              |  |

|  | 1ª ronda 18-19 de marzo | 1ª ronda 18-19 de marzo | 1ª ronda 18-19 de marzo |                |    | 2ª ronda 22-24 de marzo | 2ª ronda 22-24 de marzo | 2ª ronda 22-24 de marzo |  |   | Cuartos de final 26 de marzo | Cuartos de final 26 de marzo | Cuartos de final 26 de marzo |  |
|  |                         |                         |                         |                |    |                         |                         |                         |  |   |                              |                              |                              |  |
|  |                         |                         |                         |                |    |                         |                         |                         |  |   |                              |                              |                              |  |
|  | 1                       | Florida State           | 58                      |                |    |                         |                         |                         |  |   |                              |                              |                              |  |
|  | 1                       | Florida State           | 58                      |                |    |                         |                         |                         |  |   |                              |                              |                              |  |
|  | 8                       | Florida Gulf Coast      | 53                      |                |    |                         |                         |                         |  |   |                              |                              |                              |  |
|  | 8                       | Florida Gulf Coast      | 53                      |                | 1  | Florida State           | 101                     |                         |  |   |                              |                              |                              |  |
|  |                         |                         |                         |                | 1  | Florida State           | 101                     |                         |  |   |                              |                              |                              |  |
|  |                         |                         | 4                       | Georgetown     | 90 |                         |                         |                         |  |   |                              |                              |                              |  |
|  | 4                       | Georgetown              | 4                       | Georgetown     | 90 | 77                      |                         |                         |  |   |                              |                              |                              |  |
|  | 4                       | Georgetown              |                         |                |    |                         |                         |                         |  |   |                              |                              |                              |  |
|  | 5                       | West Virginia           | 65                      |                |    |                         |                         |                         |  |   |                              |                              |                              |  |
|  | 5                       | West Virginia           | 65                      |                |    |                         |                         |                         |  | 1 | Florida State                | 78                           |                              |  |
|  |                         |                         |                         |                |    |                         |                         |                         |  | 1 | Florida State                | 78                           |                              |  |
|  |                         |                         | 3                       | Louisiana Tech | 75 |                         |                         |                         |  |   |                              |                              |                              |  |
|  | 2                       | Georgia                 | 3                       | Louisiana Tech | 75 | 63                      |                         |                         |  |   |                              |                              |                              |  |
|  | 2                       | Georgia                 |                         |                |    |                         |                         |                         |  |   |                              |                              |                              |  |
|  | 7                       | Vermont                 | 56                      |                |    |                         |                         |                         |  |   |                              |                              |                              |  |
|  | 7                       | Vermont                 | 56                      |                | 2  | Georgia                 | 71                      |                         |  |   |                              |                              |                              |  |
|  |                         |                         |                         |                | 2  | Georgia                 | 71                      |                         |  |   |                              |                              |                              |  |
|  |                         |                         | 3                       | Louisiana Tech | 79 |                         |                         |                         |  |   |                              |                              |                              |  |
|  | 3                       | Louisiana Tech          | 3                       | Louisiana Tech | 79 | 89                      |                         |                         |  |   |                              |                              |                              |  |
|  | 3                       | Louisiana Tech          |                         |                |    |                         |                         |                         |  |   |                              |                              |                              |  |
|  | 6                       | Iona                    | 88                      |                |    |                         |                         |                         |  |   |                              |                              |                              |  |
|  | 6                       | Iona                    | 88                      |                |    |                         |                         |                         |  |   |                              |                              |                              |  |
|  |                         |                         |                         |                |    |                         |                         |                         |  |   |                              |                              |                              |  |

### Semifinales y final
Jugados en el Madison Square Garden en New York City el 1 y 3 de abril
|  | Semifinalrs 1 de abril | Semifinalrs 1 de abril | Semifinalrs 1 de abril |           |    | Final 3 de abril | Final 3 de abril | Final 3 de abril |  |
|  |                        |                        |                        |           |    |                  |                  |                  |  |
|  |                        |                        |                        |           |    |                  |                  |                  |  |
|  | 1                      | SMU                    | 65                     |           |    |                  |                  |                  |  |
|  | 1                      | SMU                    | 65                     |           |    |                  |                  |                  |  |
|  | 3                      | Clemson                | 59                     |           |    |                  |                  |                  |  |
|  | 3                      | Clemson                | 59                     |           | 1  | SMU              | 63               |                  |  |
|  |                        |                        |                        |           | 1  | SMU              | 63               |                  |  |
|  |                        |                        | 1                      | Minnesota | 65 |                  |                  |                  |  |
|  | 1                      | Minnesota              | 1                      | Minnesota | 65 | 67*              |                  |                  |  |
|  | 1                      | Minnesota              |                        |           |    | 67*              |                  |                  |  |
|  | 1                      | Florida State          | 64                     |           |    |                  |                  |                  |  |
|  | 1                      | Florida State          | 64                     |           |    |                  |                  |                  |  |
|  |                        |                        |                        |           |    |                  |                  |                  |  |

* - Partido con prórroga.
| Campeón del NIT 2014               |
| ---------------------------------- |
| Minnesota Golden Gophers 2º título |